# San Luis de Cañete
San Luis de Cañete es una localidad peruana ubicada en la región Lima, provincia de Cañete, distrito de San Luis. Es asimismo capital del distrito de San Luis. Se encuentra a una altitud de m s. n. m. Tiene una población de 3514 habitantes en 1993.

## Clima
| Parámetros climáticos promedio de San Luis | Parámetros climáticos promedio de San Luis | Parámetros climáticos promedio de San Luis | Parámetros climáticos promedio de San Luis | Parámetros climáticos promedio de San Luis | Parámetros climáticos promedio de San Luis | Parámetros climáticos promedio de San Luis | Parámetros climáticos promedio de San Luis | Parámetros climáticos promedio de San Luis | Parámetros climáticos promedio de San Luis | Parámetros climáticos promedio de San Luis | Parámetros climáticos promedio de San Luis | Parámetros climáticos promedio de San Luis | Parámetros climáticos promedio de San Luis |
| Mes                                        | Ene.                                       | Feb.                                       | Mar.                                       | Abr.                                       | May.                                       | Jun.                                       | Jul.                                       | Ago.                                       | Sep.                                       | Oct.                                       | Nov.                                       | Dic.                                       | Anual                                      |
| ------------------------------------------ | ------------------------------------------ | ------------------------------------------ | ------------------------------------------ | ------------------------------------------ | ------------------------------------------ | ------------------------------------------ | ------------------------------------------ | ------------------------------------------ | ------------------------------------------ | ------------------------------------------ | ------------------------------------------ | ------------------------------------------ | ------------------------------------------ |
| Fuente: Accuweather                        |                                            |                                            |                                            |                                            |                                            |                                            |                                            |                                            |                                            |                                            |                                            |                                            |                                            |